# Corticaria appenhagi
Corticaria appenhagi là một loài bọ cánh cứng trong họ Latridiidae. Loài này được Uyttenboogaart miêu tả khoa học năm 1930.